# ユーヌス (クルアーン)
『ユーヌス』とは、クルアーンにおける第10番目の章（スーラ）。109の節（アーヤ）から成る。
スーラの冒頭に神秘文字（Muqatta'at）が置かれている（計29スーラ）うちの一つ。
なお、預言者・ユーヌスは、旧約聖書のヨナに対応するといわれている。ユーヌスの名（yoonusa）は、4-163、6-86、37-139など、合計6ヶ所に登場するという。